# بول ماثياس تومسن
بول ماثياس تومسن (بالدنماركية: Poul Mathias Thomsen)‏ هو اقتصادي دنماركي، ولد في 21 مايو 1955.